# 中國網絡教育
中國網絡教育集團有限公司，簡稱中國網絡教育集團，以及中國網絡教育（英語：China E-Learning Group Limited，港交所：8055），於2008年9月1日，由乾坤燭國際控股有限公司更名而來，也就是由收購新北大商學網集團有限公司而來。
現時業務在國內經營客戶提供遠程教育平台、交互式多媒體課程、專業化行業培訓服務與企業培訓解決方案。董事長及總裁為陳宏。而總部位於香港上環干諾道中168200號信德中心西翼33樓06室，以及北京北京市朝阳区京顺路5号曙光大厦C座。

## 連結
- Chinae-Learning.com